# Villa Heights
 (mars 2025).
Villa Heights est une census-designated place située dans le comté de Henry, dans l’État de Virginie, aux États-Unis. Lors du recensement de 2020, elle comptait 638 habitants.